# Mogadore
Mogadore é uma vila localizada no estado norte-americano de Ohio, no Condado de Portage e Condado de Summit.

## Demografia
Segundo o censo norte-americano de 2000, a sua população era de 3893 habitantes.
Em 2006, foi estimada uma população de 3946, um aumento de 53 (1.4%).

## Geografia
De acordo com o United States Census Bureau tem uma área de
5,4 km², dos quais 5,4 km² cobertos por terra e 0,0 km² cobertos por água.

## Localidades na vizinhança
O diagrama seguinte representa as localidades num raio de 12 km ao redor de Mogadore.